# روبرت إي. هانسون
روبرت إي. هانسون (بالإنجليزية: Robert E. Hanson)‏ هو سياسي أمريكي، ولد في 26 أغسطس 1947 في جيمستاون في الولايات المتحدة، وتوفي في 4 فبراير 2015 في فارغو في الولايات المتحدة. حزبياً، نشط في الرابطة الديمقراطية غير الحزبية في داكوتا الشمالية ‏.